# 塔瓦雷斯 (南里奧格蘭德州)
塔瓦雷斯（葡萄牙語：Tavares）是巴西的城鎮，位於該國南部，由南里奧格蘭德州負責管轄，始建於1982年12月5日，面積604平方公里，海拔高度15米，2010年人口5,351，人口密度每平方公里8.86人。